# I żyli długo i szczęśliwie
I żyli długo i szczęśliwie (fr. Ils se marièrent et eurent beaucoup d'enfants) – francuski komediodramat z 2004 roku w reżyserii Yvana Attala. Zdjęcia kręcono w Paryżu i Marrakeszu.

## Fabuła
Film opowiada o dwóch 40-latkach, którzy przeżywają kryzys wieku średniego. Vincent kłóci się ze swoją żoną Gabrielle i ma pozamałżeński romans. Georges, przyjaciel Vincenta, zamierza rozstać się ze swoją partnerką.

## Obsada
- Charlotte Gainsbourg – Gabrielle
- Yvan Attal – Vincent
- Alain Chabat – Georges
- Alain Cohen – Fred
- Emmanuelle Seigner – Nathalie
- Angie David - Kochanka
- Anouk Aimée – Matka Vincenta
- Claude Berri – Ojciec Vincenta
- Aurore Clément - Matka kochanki Vincenta
- Marie-Sophie Wilson - Florence
- Stéphanie Murat - Géraldine
- Ruben Marx - Mały Antoine
- Kitu Gidwani - Pani Gibson
- Sujay Sood - Pan Gibson
- Keith Allen
- Carolina Gynning - Zoé
- Chloé Combret - Chloé
- Johnny Depp – Nieznajomy
- Ben Attal - Joseph
- Jérôme Bertin
- Sarah Delorme - Ludivine
- Nicolas Vaude
- Sébastien Vidal - Thibault

## Opinie o filmie
- Kultura (dodatek do Dziennika Polska-Europa-Świat)[1]

Świetnie zagrany i nieźle pomyślany film o braku porozumienia, egzystencjalnej nudzie i nieudanych związkach. Oraz rozpaczliwych kompensacji tego, co w życiu nie wyszło.